# Julgamento por Traição (1956)
Julgamento por Traição é como passou à história a tentativa do governo da África do Sul, durante o período do apartheid, em esvaziar o poder da Aliança do Congresso, e teve início em 5 de dezembro de 1956, com a prisão de 156 pessoas, dentre as quais Nelson Mandela e Ruth First.
Quando encerrou, em março de 1961, todos os réus tiveram suas acusações retiradas ou, no caso dos trinta finais, dentre os quais Mandela, sido absolvidos.